# Wenus z Renancourt
Wenus z Renancourt – zespół 15 figurek typu paleolityczna Wenus, przedstawiających nagie postacie kobiece z epoki górnego paleolitu, znaleziony na stanowisku archeologicznym Renancourt we francuskim mieście Amiens w latach 2014–2019. Datowany jest na ok. 27 000 lat temu i reprezentuje kulturę grawecką.
Odkrycia figurek dokonał w trakcie kilkuletnich prac ratunkowych, trwających od 2014 do 2019 r., zespół badawczy pod kierunkiem archeologa Clémenta Parisa na stanowisku archeologicznym w Renancourt – dzielnicy miasta Amiens. W efekcie tych badań zidentyfikowano na głębokości 4 m, w obrębie grubego na 8 m kompleksu skał lessowych, decymetrową warstwę lessową wiązaną z glebą glejową tundry, a w niej ślady okresowego obozowiska grupy ludności zbieracko-łowieckiej, która założyła obóz na stoku wzgórza w obrębie ówczesnej doliny rzecznej. W warstwie znaleziono liczne kości zwierzyny łownej, wśród których dominują szczątki dzikich koni, narzędzia krzemienne, a także przedmioty interpretowane jako ozdoby: wykonane z miejscowej kredy krążki z centralnym otworem oraz naturalne ośródki wewnętrzne skrzemieniałych ślimaków z rodzaju Turritella.
W trakcie badań warstwy z artefaktami znaleziono także 15 figurek typu paleolityczna Wenus, reprezentujących kulturę grawecką. Mają one wysokość od 4 do 12 cm, a wykonane są z kredy pochodzącej z sąsiedniego odsłonięcia w klifie skalnym. Rzeźby różnią się od siebie, mają indywidualny charakter, chociaż wszystkie pokazują nagie postacie kobiet o bardzo silnie zaznaczonych cechach płciowych. Ponadto jedna z nich nosi pozostałości malowania ochrą, inna ma wyrzeźbiony na głowie czepiec o kratkowanym wzorze. Znaczna część z 15 figurek jest nieukończona. Na stanowisku napotkano także drobne fragmenty innych figurek kobiecych oraz odłupki kredy o charakterze odpadów produkcyjnych, wiążące się z rzeźbieniem Wenus. Wszystkie te znaleziska łącznie umożliwiły stwierdzenie, że na badanym stanowisku funkcjonowała pracownia kamieniarska wytwarzające figurki oraz ozdoby z kredy. Datowania warstwy z artefaktami wykonane metodą radiowęglową określają jej wiek na ok. 27 000 lat temu, podobny wynik dały datowania optycznie stymulowaną luminescencją (OSL).
Niektóre z figurek eksponowane są na wystawie w Musée de Picardie w Amiens.
W mieście Amiens, skąd pochodzą paleolityczne figurki, nazwano ich imieniem ulicę – Rue de la Vénus de Renancourt.